# КДУ-38
КДУ-38 — советская переносная короткоструйная дождевальная установка. Создана в 1938 году инженером Е. Г. Петровым во ВНИИГиМ. Была одной из первых дождевальных установок, созданных в СССР.
КДУ-38 получила широкое применение в поливе овощных культур на небольших участках со сложным рельефом. В 1939 году КДУ-38 использовались в 276 хозяйствах Московской области и с их помощью орошалось около 5000 га.
Приводилась в работу 15-20-сильным двигателем. За день установка могла оросить 3-4 га овощей.